# Turystyka w Turcji

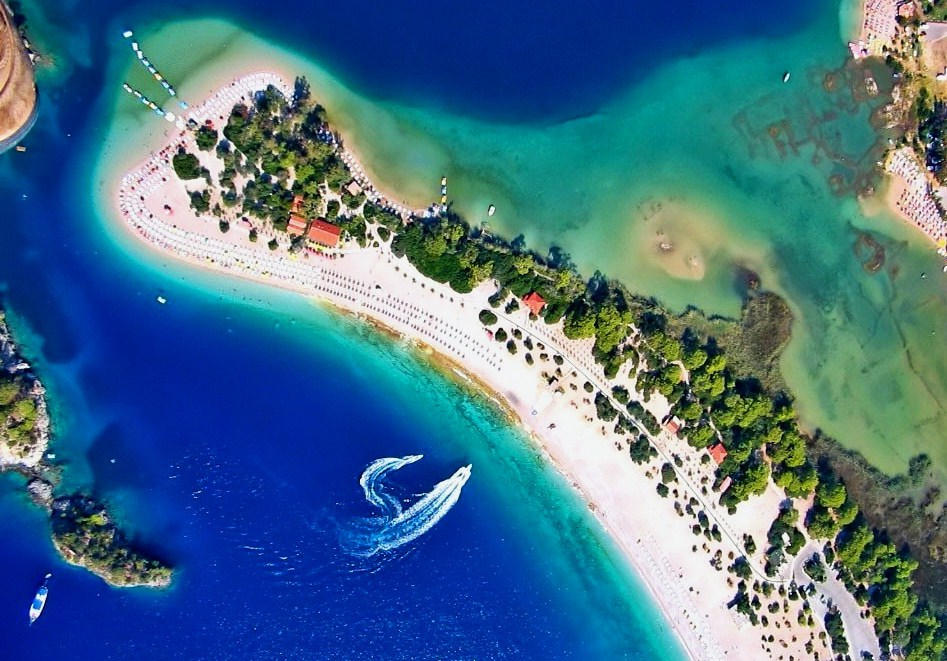
Plaża Ölüdeniz

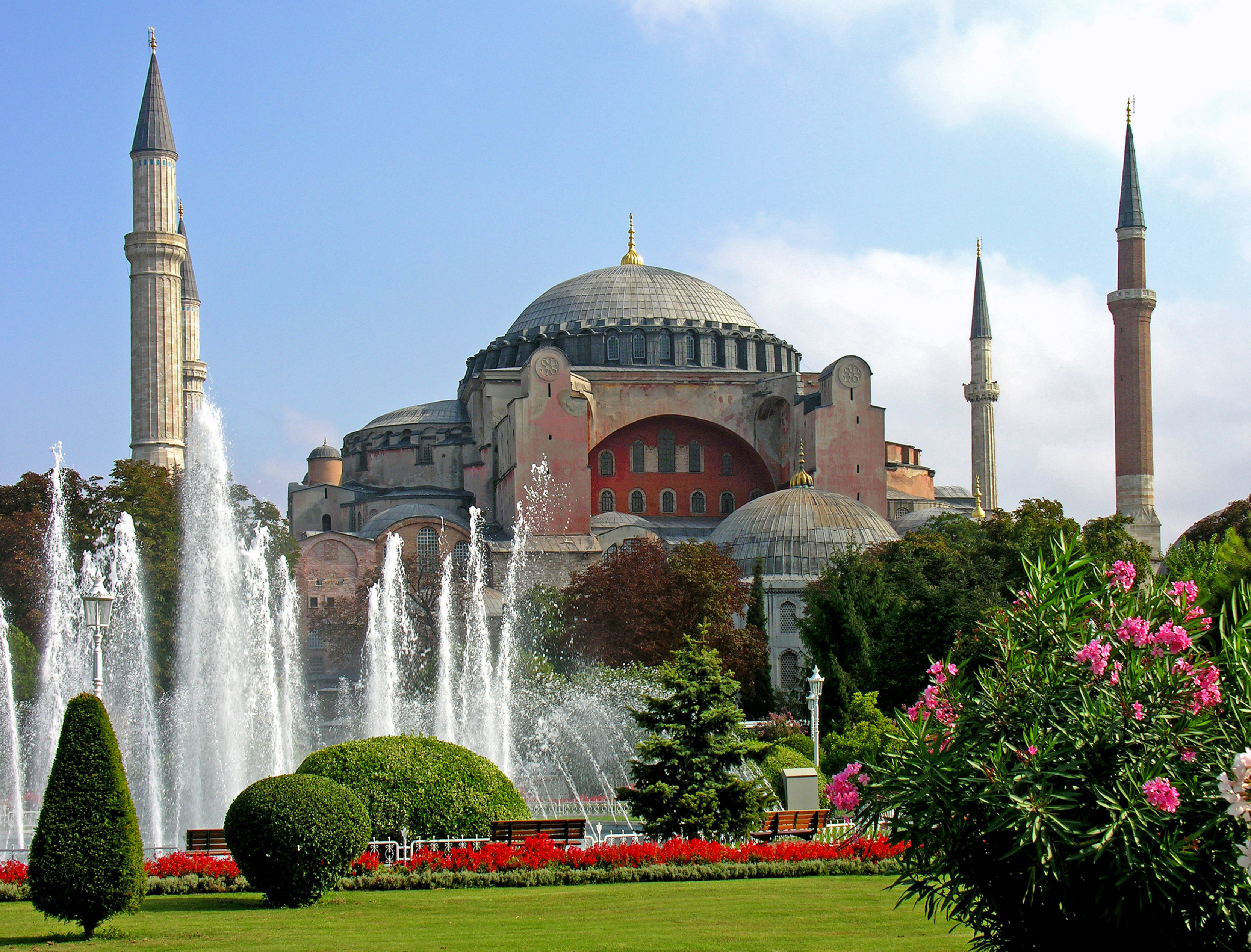
Hagia Sophia, najważniejszy zabytek Stambułu

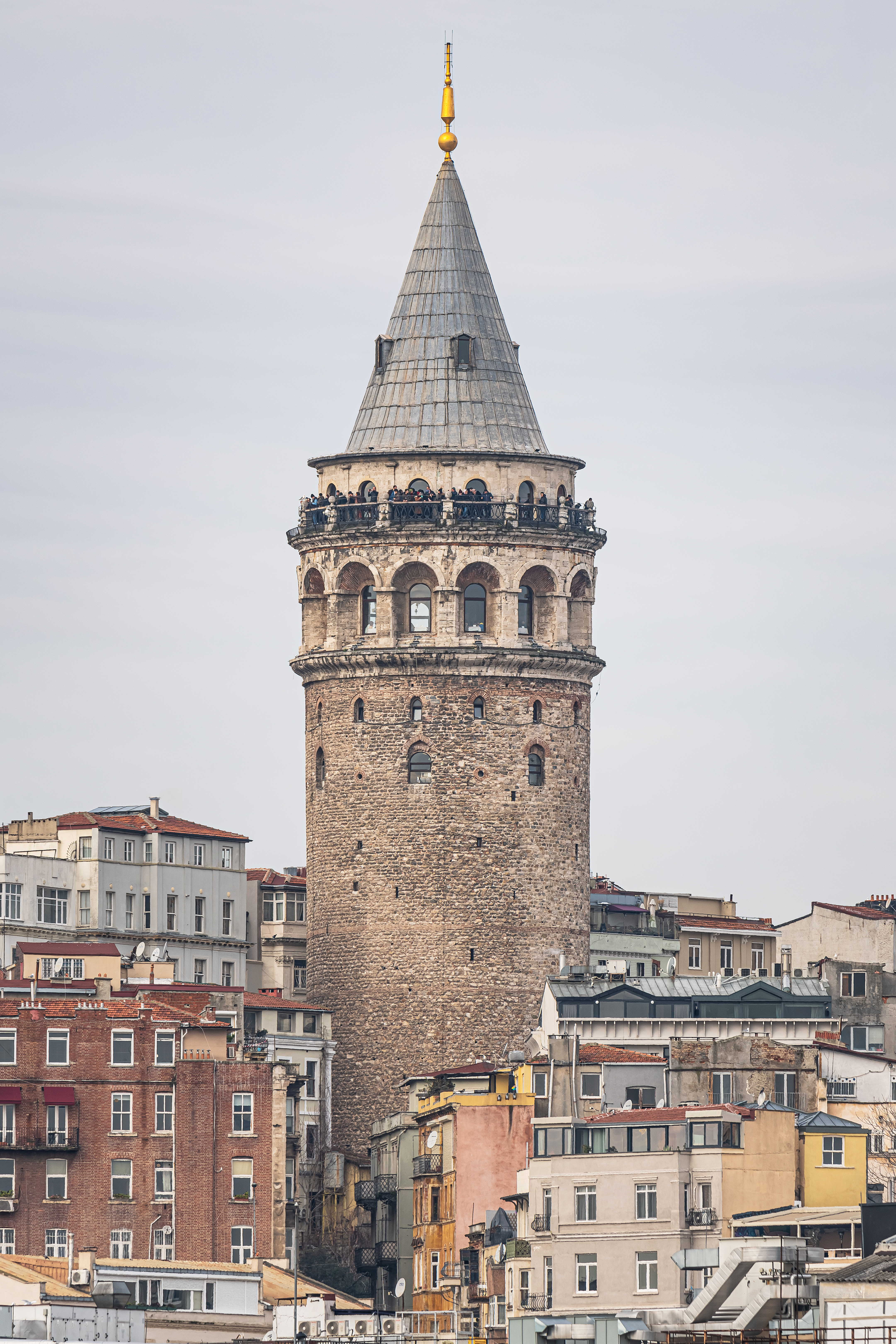
Wieża Galata

Turystyka w Turcji koncentruje się głównie na wielu historycznych miejscach, a także na kurortach wzdłuż wybrzeży Morza Egejskiego i Morza Śródziemnego. W 2014 roku Turcja przyciągnęła około 42 milionów turystów zagranicznych, zajmując 6. miejsce na liście najpopularniejszych celów turystycznych na świecie. Liczba ta spadła jednak do około 36 milionów w 2015 r. i do około 25 milionów w 2016 roku. W 2017 liczba ta wzrosła do 32 milionów.

## Główne miasta turystyczne

### Stambuł
Stambuł jest jednym z najważniejszych miejsc turystycznych nie tylko w Turcji, ale także na świecie. Największe miasto i metropolia Turcji oraz wiodące globalne miasto w Stambule ma wiele ważnych atrakcji, które wynikają z jego historycznego statusu jako stolicy imperium bizantyjskiego i osmańskiego. Należą do nich:
- Meczet Sułtana Ahmeda ("Błękitny Meczet"),
- Hagia Sophia,
- Pałac Topkapi,
- Cysterna Bazyliki,
- Pałac Dolmabahçe,
- Wieża Galata,

W styczniu 2013 turecki rząd ogłosił, że zbuduje największy na świecie port lotniczy w Stambule. Operacja zainwestowała 7 miliardów euro i pierwsza część czteroczęściowego planu zostanie ukończona do 2017 roku. Liczba zagranicznych turystów odwiedzających Stambuł spadła do 9,2 miliona w 2016 roku, co oznacza 26 procentowy spadek w porównaniu z poprzednimi laty.

### Inne miasta
Wiele kulturalnych atrakcji w innych częściach kraju znajduje się m.in. w: Efezie, Troji, Pergamonie czy Trabzonie (gdzie jednym z najstarszych klasztorów jest klasztor Sümela), a także zrujnowane miasta i krajobrazy Kapadocji.
Jednym z większych celów podróży jest również Ankara, która ma historyczne stare miasto, i choć nie jest to dokładnie miasto turystyczne, jest zwykle przystankiem dla podróżnych, którzy udają się do Kapadocji. Miasto cieszy się również doskonałym życiem kulturalnym i posiada kilka muzeów. Najważniejszą atrakcją Ankary jest Anıtkabir, czyli mauzoleum Mustafy Atatürka, założyciela Republiki Turcji.

## Rozwój turystyki
Zainteresowania turystów zagranicznych znacznie wzrosły w Turcji w latach 2000-2005, z 8 milionów do 21,2 miliona, co spowodowało, że Turcja znalazła się na liście 10 najlepszych miejsc na świecie dla zagranicznych gości. Przychody w 2005 roku wyniosły 17,5 miliarda USD, co również uczyniło Turcję jednym z 10 największych właścicieli przychodów na świecie. W 2011 Turcja zajęła 6. miejsce w rankingu najpopularniejszych ośrodków turystycznych na świecie i 4 miejsce w Europie.
Na początku 2017 turecki rząd wezwał obywateli tureckich mieszkających za granicą, aby udali się na wakacje w Turcji, próbując ożywić walczący sektor turystyczny gospodarki, która uległa skróceniu pod koniec 2016.

### Zagraniczni turyści
Większość przyjazdów turystów w Turcji pochodzi z następujących krajów:
| Miejsce | Kraj            | 2015      | 2016      | 2017      |
| ------- | --------------- | --------- | --------- | --------- |
| 1       | Rosja           | 3 649 003 | 866 256   | 4 715 438 |
| 2       | Niemcy          | 5 580 792 | 3 890 074 | 3 584 653 |
| 3       | Iran            | 1 700 385 | 1 665 160 | 2 501 948 |
| 4       | Gruzja          | 1 911 832 | 2 206 266 | 2 438 730 |
| 5       | Bułgaria        | 1 821 480 | 1 690 766 | 1 852 867 |
| 6       | Wielka Brytania | 2 512 139 | 1 711 481 | 1 658 715 |
| 7       | Ukraina         | 706 551   | 1 045 043 | 1 284 735 |
| 8       | Irak            | 1 094 144 | 420 831   | 896 876   |
| 9       | Holandia        | 1 232 487 | 906 336   | 799 006   |
| 10      | Azerbejdżan     | 602 488   | 606 223   | 765 514   |

### Zagrożenia ze strony terroryzmu
W latach 90. XX wieku PPK próbowało zniszczyć turecką branżę turystyczną, bombardując hotele. W tym okresie odnotowano również porwania turystów zagranicznych.
Po ataku ISIS brytyjskie Ministerstwo Spraw Zagranicznych podkreśliło podwyższone zagrożenie atakami, ale nie odradzało podróży do Turcji, ponieważ znaczna większość Turcji pozostawała "całkowicie bezpieczna" do odwiedzenia. 9 kwietnia 2016 ze względu na dodatkowe "wiarygodne zagrożenia" przemocy, Stany Zjednoczone wydały ostrzeżenie dla swoich obywateli, aby powstrzymali się od odwiedzania popularnych obszarów turystycznych, takich jak Antalya i Stambuł.
Po tureckiej próbie zamachu stanu Departament Stanu USA zabronił przewoźnikom lotniczym USA lotów do lub z Turcji. Ambasada USA w Turcji oświadczyła, że bezpieczeństwo na lotnisku w Stambule jest "znacznie zmniejszone", a Departament Stanu zalecił obywatelom USA ponowne rozważenie podróży do Turcji i ostrzegł przed groźbami terroryzmu. Zakaz został odwołany, a loty rozpoczęły się ponownie w dniu 18 lipca.